# Vlag van Santiago (Chili)

Vlag van Santiago

De vlag van Santiago (Chili) is een verticale tweekleur in blauw (links) en geel (rechts) met het stadswapen in het midden. Er circuleert een theorie dat blauw het land Chili vertegenwoordigt, terwijl geel het land Spanje vertegenwoordigt. Op de scheiding van de twee kleurvlakken is het stadswapen uit 1552 zichtbaar. Dit omvat een lichtblauw wapenschild met een kader in blauw en geel. Op deze afbeelding staat een staande bruine leeuw met een zwaard in een van zijn poten. Dit verwijst naar Castilië en León, twee autonome gebieden in Spanje. Het wapen is bedekt met een gele gedecoreerde kroon.